# Dennis DeYoung

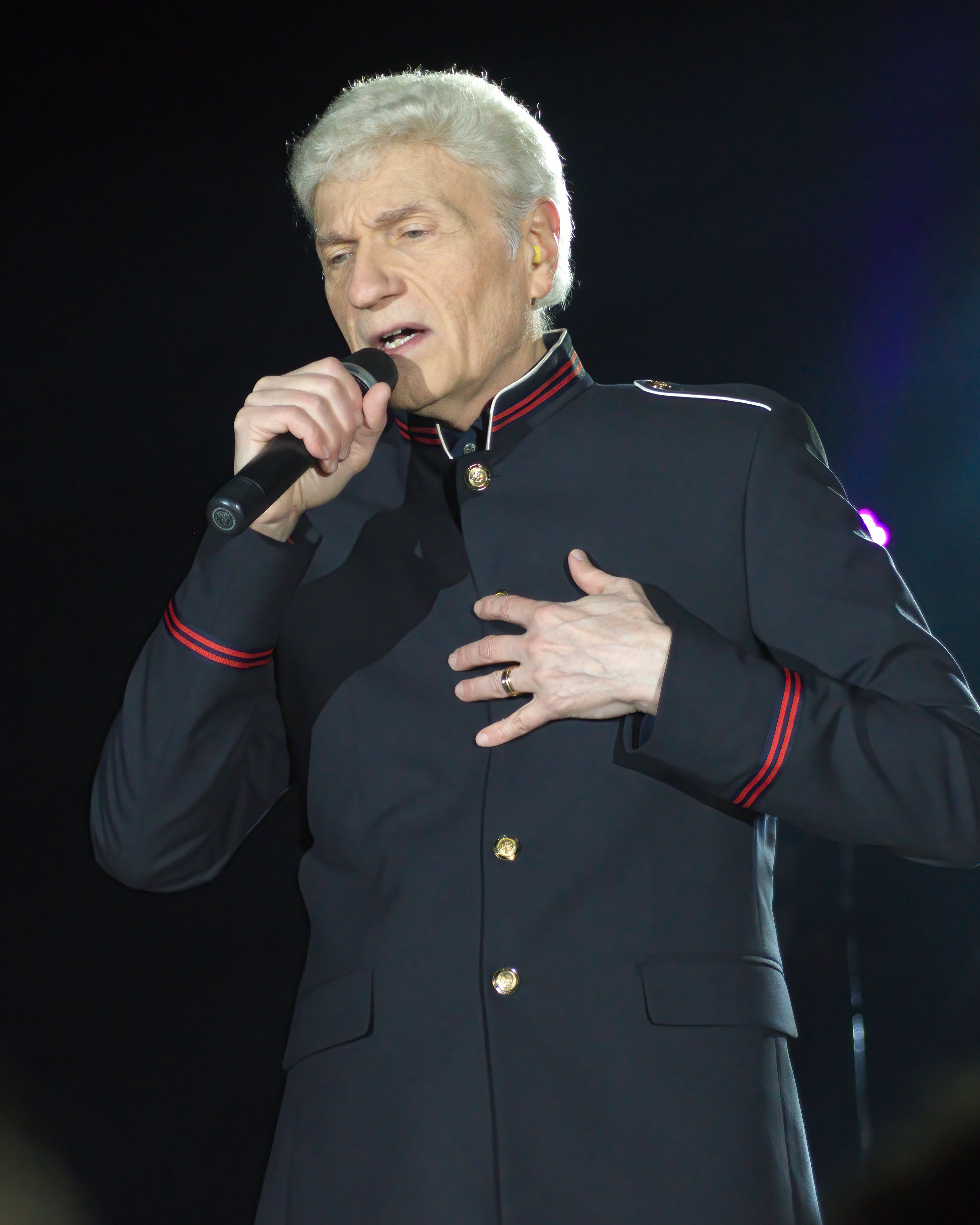
Dennis DeYoung (2019)

Dennis DeYoung (* 18. Februar 1947 als Dennis Acan de Young) ist ein US-amerikanischer Musiker. Er war Mitbegründer der Rockband Styx, die sich Ende der 1960er Jahre gegründet hatte. Seine Stimme wurde zum Markenzeichen der Band. Als sich Styx 1984 aufgelöst hatten, begann DeYoung eine Solokarriere.

## Diskografie

### Studioalben
| Jahr | Titel             | Höchstplatzierung, Gesamtwochen, AuszeichnungChartplatzierungen (Jahr, Titel, Platzierungen, Wochen, Auszeichnungen, Anmerkungen) | Höchstplatzierung, Gesamtwochen, AuszeichnungChartplatzierungen (Jahr, Titel, Platzierungen, Wochen, Auszeichnungen, Anmerkungen) | Anmerkungen                         |
| Jahr | Titel             | CH | US | Anmerkungen                         |
| ---- | ----------------- | --- | --- | ----------------------------------- |
| 1984 | Desert Moon       | — | US29 (25 Wo.)US | Erstveröffentlichung: August 1984   |
| 1986 | Back to the World | — | US108 (8 Wo.)US | Erstveröffentlichung: Februar 1986  |
| 2020 | 26 East           | CH97 (1 Wo.)CH | — | Erstveröffentlichung: 22. Mai 2020  |
| 2021 | 26 East Vol. 2    | CH90 (1 Wo.)CH | — | Erstveröffentlichung: 11. Juni 2021 |

Weitere Veröffentlichungen
- 1989: Boomchild
- 1994: 10 on Broadway
- 1996: The Hunchback of Notre Dame
- 1999: The Ultimate Collection
- 2003: Soundstage
- 2004: The Music of Styx – Live with Symphony Orchestra
- 2005: The Best of
- 2007: One Hundred Years from Now
- 2014: Dennis DeYoung And The Music of Styx – Live in Los Angeles

### Singles
| Jahr | Titel Album                        | Höchstplatzierung, Gesamtwochen, AuszeichnungChartsChartplatzierungen (Jahr, Titel, Album, Platzierungen, Wochen, Auszeichnungen, Anmerkungen) | Anmerkungen                         |
| Jahr | Titel Album                        | US | Anmerkungen                         |
| ---- | ---------------------------------- | --- | ----------------------------------- |
| 1984 | Desert Moon                        | US10 (22 Wo.)US | Erstveröffentlichung: August 1984   |
| 1984 | Don’t Wait for Heroes Desert Moon  | US83 (4 Wo.)US | Erstveröffentlichung: November 1984 |
| 1986 | Call Me Back to the World          | US54 (11 Wo.)US | Erstveröffentlichung: Februar 1986  |
| 1986 | This is the Time Back to the World | US93 (3 Wo.)US | Erstveröffentlichung: Juni 1986     |